# إيران للطيران الرحلة 655

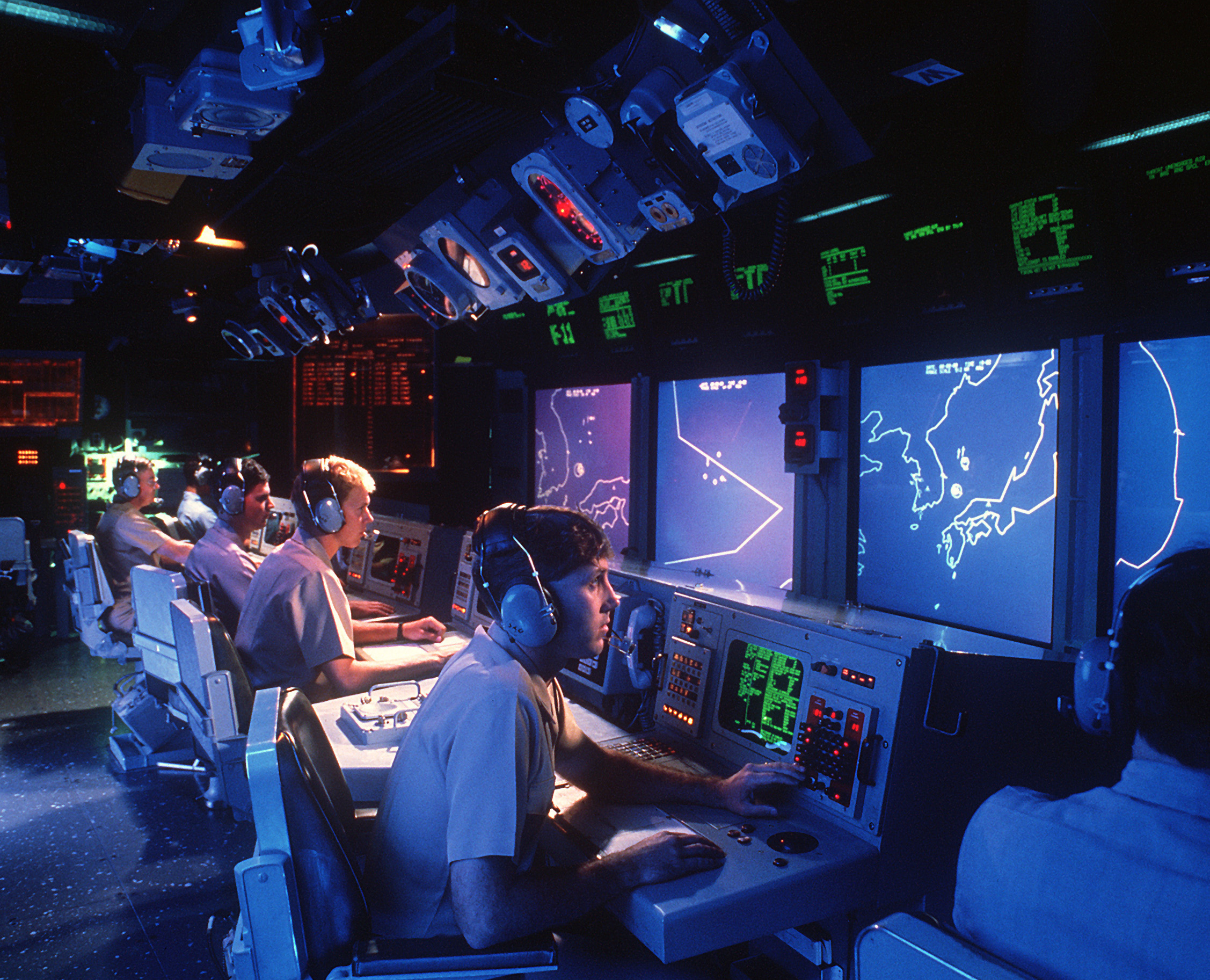
عناصر من المطلعين في القوات البحرية الأمريكية تراقب منطقة الجو في 1 يونيو سنة 1988

إيران إير الرحلة رقم 655 (بالإنجليزية: Iran Air Flight 655)‏، هي طائرة نقل جوي مدني تنقل نحو 290 راكبا (طاقم الرحلة ومسافرين)، وكانت الطائرة من نوع إي 300 التابعة لشركة إيرباص أقلعت من مطار بندر عباس الدولي إلى مطار دبي الدولي يوم 3 يوليو عام 1988، إلا أن القوات البحرية الأمريكية أمرت بإسقاط الطائرة المدنية ما تسبب بمقتل جميع الركاب (290 شخصا)، وغرقت في مياه الخليج العربي.
وعلى اثر الحادث، رفعت إيران شكوى إلى محكمة العدل الدولية ضد الولايات المتحدة في عام 1989، وفي فبراير 1996 وافقت الولايات المتحدة على دفع مبلغ 131.8 مليون دولار لإيران من أجل وقف الدعوى، على رغم من انها لم تتحمل ابدا مسؤولية اسقاط الطائرة.

## الخلفية

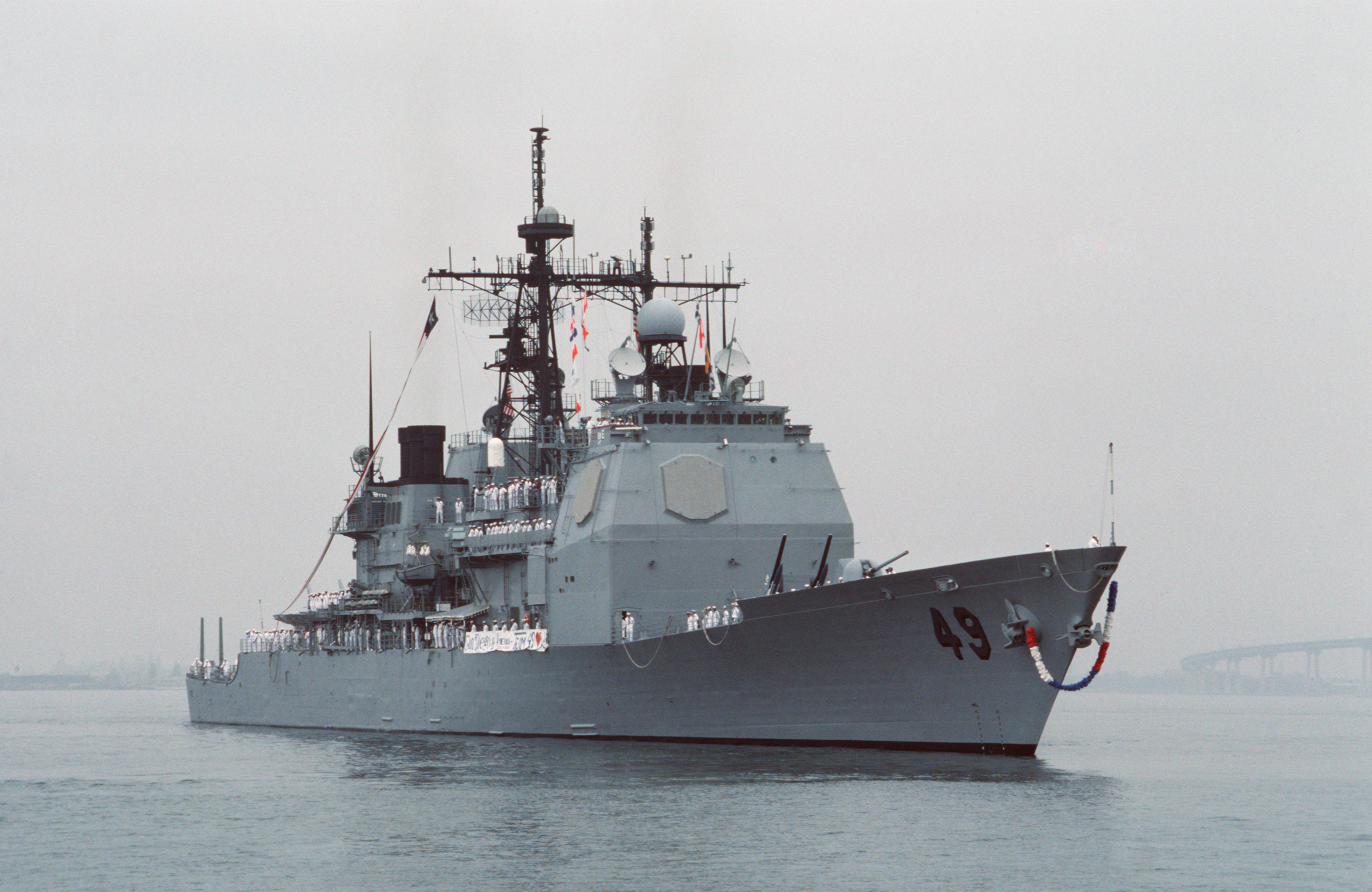
طراد وينسس في طريق عودته إلى ميناء سان دييغو في كاليفورنيا، أكتوبر 1988.

في عام 1984، تصاعدت الحرب العراقية الإيرانية، وشملت الهجمات الجوية ضد ناقلات النفط والسفن التجارية للطرفين وللدول المجاورة التي ساعدت في نقل النفط العراقي. وقعت حادثة رحلة 655 بعد عام من هجوم القوات الجوية العراقية على الفرقاطة الأمريكية يو إس‌ إس ستارك في 17 مايو 1987، والذي أسفر عن مقتل 37 من أفراد البحرية الأمريكية. وفي أواخر عام 1987 وقع تبادلات اطلاق النار بين القوات البحرية الأمريكية وبين الزوارق الحربية الإيرانية. كما اصطدمت مدمرة «صموئيل ب روبرتس» التابعة للقوات البحرية الأمريكية بلغم إيراني في أبريل 1988.
وفي شهرين قبل الحادث، شاركت الولايات المتحدة في عملية فرس النبي، التي أدت إلى غرق الفرقاطة الإيرانية «سهند». ففي تلك الفترة كانت التوترات عالية في مضيق هرمز.
وفي أبريل 1988، وسعت الولايات المتحدة نطاق حمايتها البحرية لسفن المحايدة خارج مناطق النزاع في الخليج العربي.
وفي هذا الوقت، قررت الولايات المتحدة إرسال طراد من فئة تيكونديروجا-كلاس من طراز يو إس إس وينسس إلى المنطقة لمراقبة المناطق التي لا تقع تحت تغطيه رادار أواكس من جنوب الخليج، وذلك لدعم وحدات الولايات المتحدة في المنطقة. غادرت وينسس، المجهزة بنظام إيجيس القتالي الجديد آنذاك تحت قيادة الكابتن ويليام سي روجرز الثالث، مدينة سان دييغو في 25 أبريل عام 1988 ووصلت إلى البحرين في 29 مايو 1988.
ويعد مضيق هرمز أحد أهم الممرات المائية في العالم ويبلغ عرضه عند أضيق نقطة فيه نحو 21 ميلاً بحرياً (39 كم). ووفقا لقانون البحار الدولي، يجب على جميع السفن العابرة من مضيق هرمز المرور من الممرات البحرية في المياه الاقليمية الإيرانية والعمانية.
خلال الحرب الإيرانية العراقية، قامت القوات الإيرانية بتفتيش سفن الشحن المحايدة في مضيق هرمز بحثًا عن مواد مهربة موجهة إلى العراق. وعلى رغم من أن القانون الدولي يسمح لها لهذا الإجراء، لكنه زاد من حدة التوتر في المنطقة.

## الحادثة

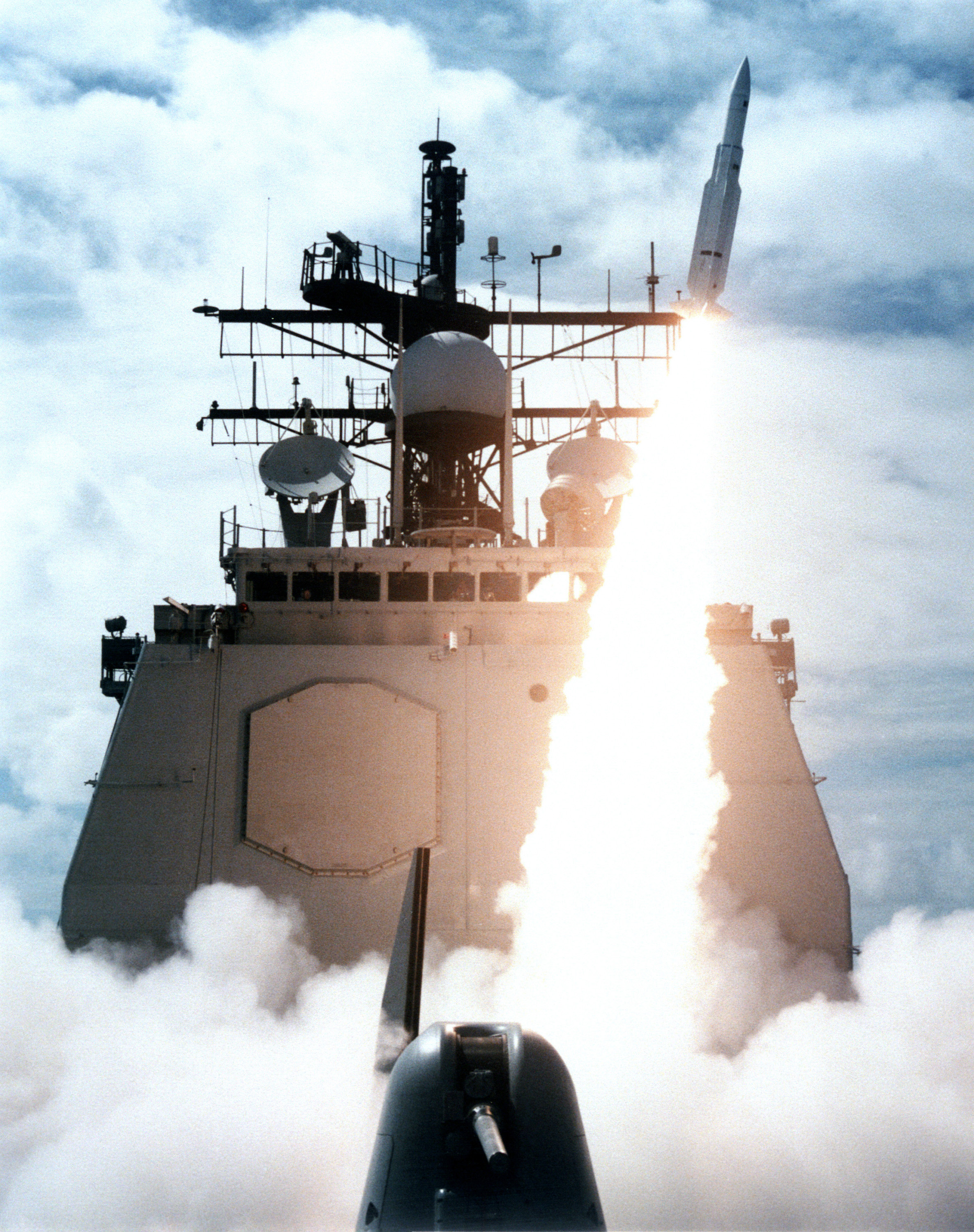
إطلاق صاروخ من طراد يو إس إس وينسس

في 3 يوليو 1988 وفي تمام الساعة الـ 17: 10 صباحا بتوقيت إيران (توقيت عالمي منسق 03:30+)، اقعلت الطائرة الإيرانية من طراز إيرباص A300 من مطار بندر عباس بقيادة الكابتن محسن رضائيان البالغ من العمر 37 عاماً وهو طيار ماهر كان لديه أكثر من 7,000 ساعة طيران. وكانت الرحلة متجهة إلى دبي وعلى متنها 274 راكبا بالإضافة إلى طاقم الطائرة المكون من 16 أشخاص. وكان المتوقع بأن مدة الرحلة ستدوم 28 دقيقة، وحُدد حد الأقصى لارتفاع الطائرة 14000 قدم (4300 م).
ففي دقائق الأولى حلقت الطائرة على ارتفاع 12 ألف قدم،
ولحظات قليلة قبل دخولها إلى المجال الجوي الإماراتي وفي نقطة تسمى بـ«مولست» اطلع الطيار، مركز المراقبة الجوية الإيرانية بانه يعتزم الارتفاع إلى 14 الف قدم.
وفي هذه اللحظة كانت السفينة الحربية الاميركية تقوم بالحراسة في مضيق هرمز. وفي الساعة 10:24 صباحا، دخلت يو إس إس وينسس مياه إيران، وأمر قائدها «ويل روجرز» باطلاق صاروخين من طراز استاندارد 2 نحو الطائرة، فأصاب أحد الصواريخ الطائرة، وفي هذه الاثناء اختفت الطائرة من صفحات الرادارات الارضية وسقطت في مضيق هرمز قبالة سواحل الخليج العربي، وقتل 290 شخصا على متن تلك الرحلة.

## الضحايا
ووفقاً للوثائق التي قدمتها إيران إلى محكمة العدل الدولية فأن الطائرة كانت تحمل 274 راكبا وطاقما من 16 أفراد. 254 منهم كانوا إيرانيين، وباقي الركاب كانو من جنسيات مختلفة:
| الجنسية                  | الركاب | الطاقم | المجموع |
| ------------------------ | ------ | ------ | ------- |
| إيران                    | 238    | 16     | 254     |
| الإمارات العربية المتحدة | 13     | 0      | 13      |
| الهند                    | 10     | 0      | 10      |
| باكستان                  | 6      | 0      | 6       |
| يوغوسلافيا               | 6      | 0      | 6       |
| إيطاليا                  | 1      | 0      | 1       |
| المجموع                  | 274    | 16     | 290     |

## ردود الفعل
الولايات المتحدة: عللت السلطات الأمريكية ما حدث بـ «خطأ تقديري»، إذ اعتقدت القوات البحرية الأمريكية أنها كانت طائرة عسكرية إيرانية من طراز «إف-14» وكانت بصدد مهاجمة المدمرة وينسس وان العملية التي قامت بها وينسس كانت دفاعا عن النفس.
 إيران: اعتبرت الحكومة الإيرانية عملية إسقاط الطائرة عملاً متعمدًا وغير قانوني وقالت أن لو حتى كان هناك خطأ في تحديد الهوية، وهذا ما لم تقبله إيران مطلقا، فيعتبر هذا الفعل إهمالاً وتهورا، الذي يرقى إلى مستوى الجرائم الدولية، وأنه ليس مجرد حادث.
وأعربت إيران عن تشككها في ادعاءات الولايات المتحدة بشأن الخطأ في تشخيص الطائرة، مشيرة إلى أن رادار إيجيس المتقدم حدد الرحلة بشكل صحيح، كما حددت سفينتان حربيتان أمريكيتان أخريان في المنطقة وهما سايدس ومونتغمري الطائرة بأنها مدنية وهي داخل ممر جوي دولي معترف به. كما أن طاقم وينسس قد تدربوا على التعامل مع الهجمات المتزامنة من قبل مئات طائرات العدو. وقد ترى إيران أن وينسس أتاحت الفرصة لإظهار مهاراتها.
وأشارت إلى ان حتى إذا كانت الطائرة من طراز F-14، لم يحق للولايات المتحدة إسقاطها لأنها كانت تحلق داخل المجال الجوي الإيراني وانها لم تتبع مسار الطلعات الهجومية.
كما ان قبل الحادثة، دخلت وينسس المياه الإقليمية الإيرانية، وكانت داخل المياه الإيرانية عندما أطلقت صواريخها، فإن الحكومة الأمريكية ستبقى مسؤولة عن تصرفات طاقم وينسس، بموجب القانون الدولي.
وأوضحت إيران أنه«في الماضي كانت الولايات المتحدة تدين بقوة عملية إسقاط الطائرات من قبل القوات المسلحة للدول الأخرى، سواء كانت الطائرات مدنية أو عسكرية،» واستشهدت بعمليات إسقاط طائرة العال رحلة 402، والخطوط الجوية العربية الليبية الرحلة 114 والخطوط الجوية الكورية رحلة 007، وحوادث أخرى. كما أشارت إيران إلى ان عندما هاجم العراق يو إس إس ستارك بالخطأ، حملت الولايات المتحدة الحكومة العراقية المسؤولية الكاملة، على أساس أن الطيار العراقي علم أو كان يجب أن يعلم بأنه يستهدف سفينة حربية أمريكية.

## الأعقاب

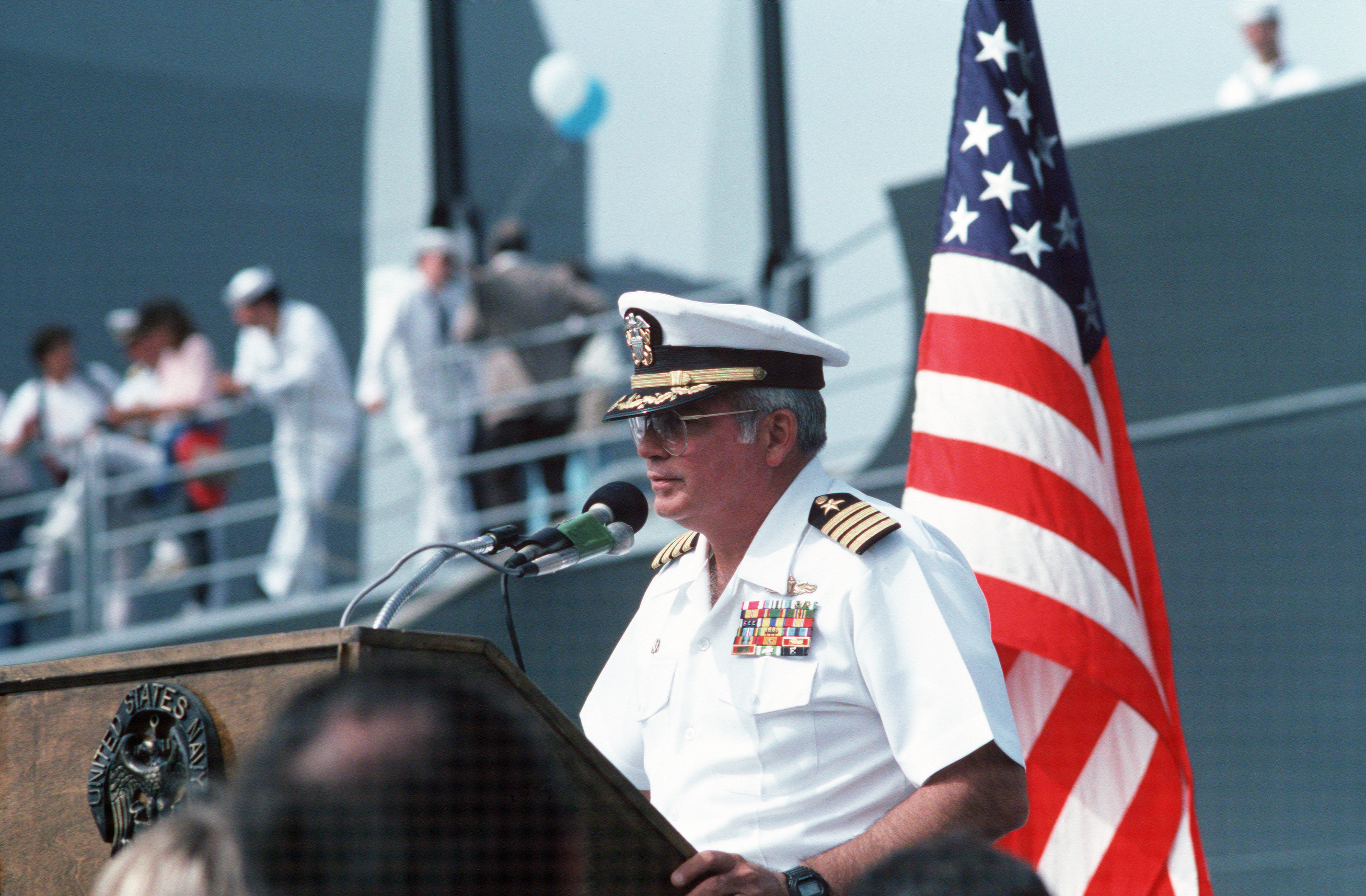
ويليام سي روجرز الثالث

في منتصف يوليو 1988، طلب وزير الخارجية الإيراني علي أكبر ولايتي من مجلس الأمن الدولي أن يدين الولايات المتحدة، معتبرا بان الهجوم «غير ممكن أن يكون بالخطأ» وانه كان عملا إجراميا ووحشيا وكان مذبحة. دافع جورج بوش الأب، الذي كان آنذاك نائب رئيس الولايات المتحدة في إدارة ريغان، عن بلاده في الأمم المتحدة بحجة أن الهجوم الأمريكي كان حادثًا في زمن الحرب وأن طاقم وينسس تصرفوا بشكل مناسب مع الوضع. طلب الاتحاد السوفياتي من الولايات المتحدة الانسحاب من المنطقة ودعم الجهود التي يبذلها مجلس الأمن لإنهاء الحرب العراقية الإيرانية. ثم أصدر مجلس الأمن قرار رقم 616 أعرب فيه عن حزنه العميق بشأن الهجوم الأمريكي وعن أسفه العميق عن الخسائر البشرية ورحب بقرار اتخذته منظمة الطيران المدني الدولي، بناء على طلب إيران، بالشروع فورا في التحقيق في الحادث. كما أكد على ضرورة إنهاء الحرب العراقية الإيرانية.
وفي فبراير 1996، وافقت الولايات المتحدة على دفع مبلغ 131.8 مليون دولار لإيران من أجل وقف الدعوى التي رفعتها إيران عام 1989 ضد الولايات المتحدة في محكمة العدل الدولية. كما أعربت عن أسفها للخسائر في الأرواح البشرية، بدون أن تعتذر رسمياً أو أن تعترف بتخلفها.
وعلى الرغم من الأخطاء التي ارتكبها طاقم وينسس، تم منح رجال وينسس وسام البحرية الأمريكية تقديرا لإكمال رحلتهم إلى منطقة الحرب. وذكرت صحيفة واشنطن بوست، في مقال نشر عام 1990 أن الجوائز قد مُنحت بسب إكمال رحلة الطاقم من عام 1984 إلى 1988 ولاشتباكاتهم السطحية التي وقعت مع الزوارق الإيرانية.
في عام 1990، مُنح لويليام روجرز وسام الاستحقاق الأمريكي، بسبب حسن تصرفه وتنفيذ خدمات متميزة في فترة تولى مسؤوليته في وينسس بين أبريل 1987 ومايو 1989
وفي مراسم احتفال منح الوسام إليه لم يتم الإشارة إلى حادثة إسقاط رحلة رقم 655. وعادة يمنح هذا الوسام في أمريكا إلى أفراد القوات النظامية عن جدارتهم للسلوكيات الاستثنائية في أداء الخدمات المتميزة والانجازات المبهرة.

## خرائط
| طهرانبندر عباسدبيموقع تحطم موقع الإسقاط والمطارات | موقع تحطم موقع تحطم في الخليج العربي |

## وصلات خارجية
- ABC Nightline interview with Admiral William Crowe aired 1 July 1992, in which Crowe admits that the Vincennes was inside Iranian waters at the time of the shooting, despite what the Navy had been claiming.
- US Senate, Armed Services Committee hearing, 8 September 1988
- A collection of US government statements on Iran Air Flight 655
- Tragedy over the Persian Gulf, from Chapter 9 of Trapped in the Net:The Unanticipated Consequences of Computerization by Gene I. Rochlin
- Vincennes A Case Study, Lieutenant Colonel David Evans, U.S. Marine Corps (Retired)
- Iran Air shot down, The History Channel
- Iran Air 655 Shootdown, Iran Chamber
- Mehr News, Mehr News Agency
- U.S. Department of State Bulletin September 1988 Transcripts: July 3, 1998, President’s Statement; 4 July 1988, Letter To Congress; 6 July 1988, U.S. Letter To The UN Security Council; 11 July 1988, Herbert S. Okun, White House Statement; July 13, 1988, Assistant Secretary Richard S. Williamson, ICAO Council, Montreal; 14 July 1988, Vice-President Bush, UN Security Council
- The Official site of Holy Defence - Iraq-Iran War 1980-88 Image gallery regarding Iran Air Flight 655 from an Iranian foundation.
- Flight 655 in the context of Iran-US stand-off - CASMII